# اچ‌ام‌اس ساترن (۱۷۸۶)
اچ‌ام‌اس ساترن (۱۷۸۶) (به انگلیسی: HMS Saturn (1786)) یک کشتی بود که طول آن ۱۶۸ فوت (۵۱ متر) بود. این کشتی در سال ۱۷۸۶ ساخته شد.